# Список исполнителей национального гимна на Супербоуле

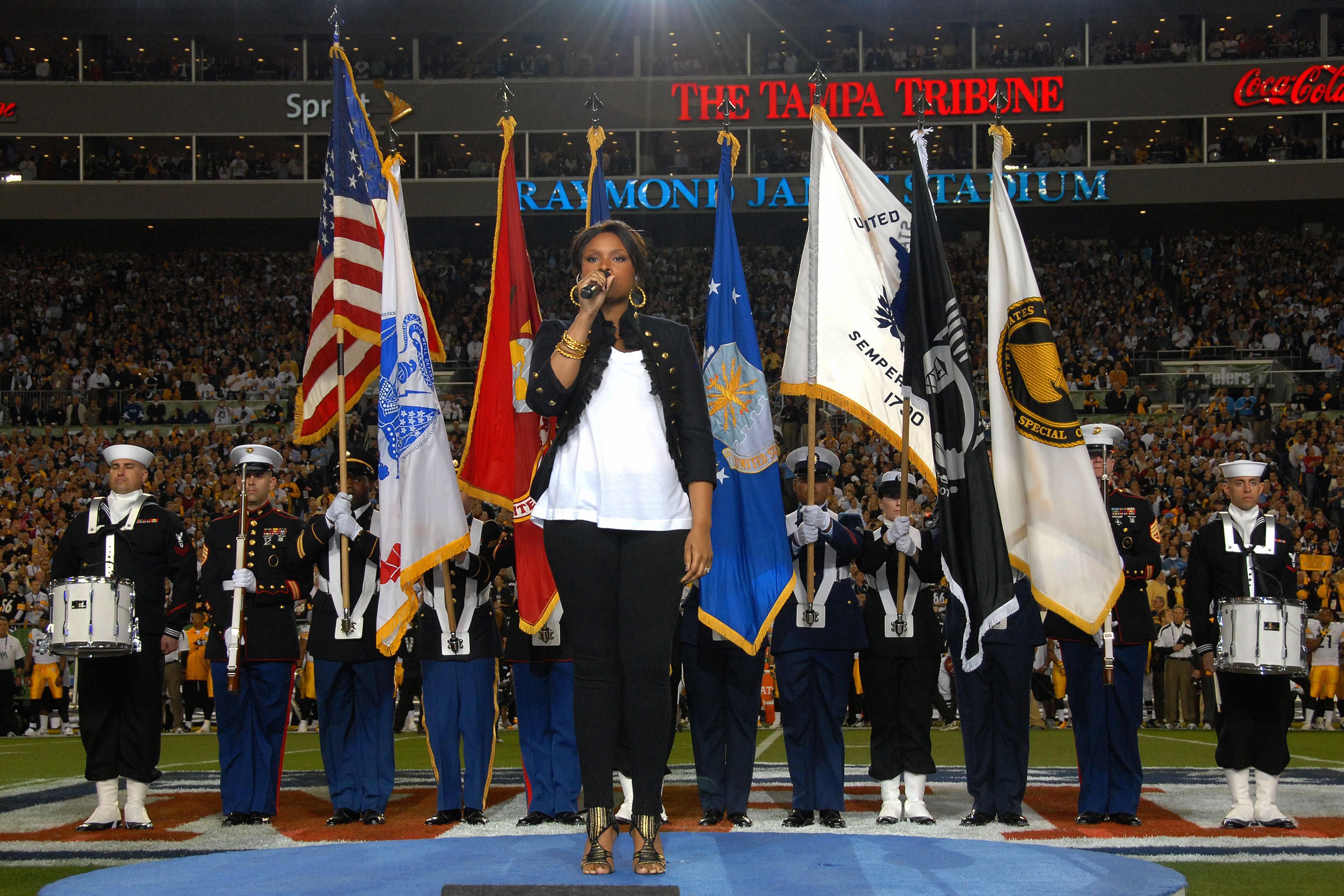
Дженнифер Хадсон поёт национальный гимн на Супербоуле XLIII.

Во время Супербоула, в начале финала главной игры года в американский футбол Национальной футбольной лиги США (НФЛ), традиционно происходит исполнение национального гимна США («The Star-Spangled Banner» — «Знамя, усыпанное звёздами»), а во время перерыва — музыкальное шоу с участием крупнейших звёзд. Они представляют собой фундаментальную связь патриотических интересов с поп-культурой, которая способствует расширению телеаудитории и общенационального интереса и фактически превратились в национальный праздник. Среди исполнителей гимна были многие знаменитые музыканты: Шер, Бейонсе, Билли Джоэл, Мэрайя Кэри, Леди Гага, Арета Франклин и другие.
Национальный гимн США («The Star-Spangled Banner») исполнялся на всех Супербоулах, кроме одного, начиная с его первого проведения в 1967 году; Викки Карр спела песню «America the Beautiful» вместо гимна на Супербоуле XI в 1977 году. Начиная с Супербоула XVI в 1982 году, известные певцы или музыкальные группы исполняли гимн на подавляющем большинстве игр Супербоула. С Супербоула XXVI в 1992 году гимн также представляет исполнитель на американском жестовом языке «Амслен» (ASL).
Лучшими исполнениями признаны выступления Уитни Хьюстон в 1991 году и Криса Стэплтона в 2023 году.

## Исполнители
| №       | Год  | Место                                            | Исполнители |
| ------- | ---- | ------------------------------------------------ | --- |
| I       | 1967 | Мемориальный колизей, Калифорния                 | The Pride of Arizona, Michigan Marching Band и хор Калифорнийского университета в Лос-Анджелесе                                                   |
| II      | 1968 | Майами Оранж Боул, Майами                        | GSU Tiger Marching Band |
| VIII    | 1974 | Rice Stadium, Хьюстон, Техас                     | Чарли Прайд |
| XIII    | 1979 | Orange Bowl, Miami                               | The Colgate Thirteen |
| XIV     | 1980 | Rose Bowl, Pasadena                              | Шерил Лэдд |
| XVI     | 1982 | Pontiac Silverdome, Понтиак, Мичиган             | Дайана Росс |
| XVII    | 1983 | Rose Bowl, Pasadena                              | Лесли Истербрук |
| XVIII   | 1984 | Tampa Stadium, Тампа, Флорида                    | Барри Манилоу |
| XX      | 1986 | Superdome, New Orleans                           | Уинтон Марсалис |
| XXI     | 1987 | Rose Bowl, Пасадена                              | Нил Даймонд |
| XXII    | 1988 | Jack Murphy Stadium, Сан-Диего                   | Герб Алперт |
| XXIII   | 1989 | Joe Robbie Stadium, Майами                       | Билли Джоэл |
| XXIV    | 1990 | Superdome, Новый Орлеан                          | Аарон Невилл |
| XXV     | 1991 | Tampa Stadium, Tampa                             | Уитни Хьюстон и Florida Orchestra, дирижёр Jahja Ling                                                                                             |
| XXVI    | 1992 | Metrodome, Миннеаполис                           | Гарри Конник мл.. (American Sign Language): Lori Hilary                                                                                           |
| XXVII   | 1993 | Rose Bowl, Пасадена                              | Гарт Брукс. ASL: Marlee Matlin |
| XXVIII  | 1994 | Georgia Dome, Атланта                            | Натали Коул. ASL: Courtney Keel Foley |
| XXIX    | 1995 | Joe Robbie Stadium, Miami                        | Kathie Lee Gifford. ASL: Heather Whitestone |
| XXX     | 1996 | Sun Devil Stadium, Tempe, Аризона                | Ванесса Уильямс. ASL: Mary Kim Titla |
| XXXI    | 1997 | Superdome, Новый Орлеан                          | Лютер Вандросс. ASL: Erika Rachael Schwarz |
| XXXII   | 1998 | Qualcomm Stadium, Сан-Диего                      | Джуэл. ASL: Phyllis Frelich |
| XXXIII  | 1999 | Pro Player Stadium, Майами                       | Шер. ASL: Speaking Hands |
| XXXIV   | 2000 | Georgia Dome, Атланта                            | Фейт Хилл. ASL: Briarlake Elementary School Signing Choir                                                                                         |
| XXXV    | 2001 | Raymond James Stadium, Тампа                     | Backstreet Boys. ASL: Tom Cooney |
| XXXVI   | 2002 | Superdome, Новый Орлеан                          | Мэрайя Кэри. ASL: Joe Narcisse |
| XXXVII  | 2003 | Qualcomm Stadium, Сан-Диего                      | Dixie Chicks. ASL: Janet Maxwell |
| XXXVIII | 2004 | Reliant Stadium, Хьюстон                         | Бейонсе. ASL: Suzanna Christy |
| XXXIX   | 2005 | Alltel Stadium, Джэксонвилл, Флорида             | Сборный хор Военной академии США, Военно-морской академии, Академии ВВС, Академии береговой охраны и Геральд-трубы армии США. ASL: Wesley Tallent |
| XL      | 2006 | Ford Field, Детройт                              | Аарон Невилл (2-й раз) и Арета Франклин, Доктор Джон (фортепиано). ASL: Angela LaGuardia                                                          |
| XLI     | 2007 | Dolphin Stadium, Miami Gardens, Флорида          | Билли Джоэл (2). ASL: Марли Мэтлин (2) |
| XLII    | 2008 | University of Phoenix Stadium, Глендейл, Аризона | Джордин Спаркс. ASL: A Dreamer |
| XLIII   | 2009 | Raymond James Stadium, Тампа                     | Дженнифер Хадсон. ASL: Kristen Santos |
| XLIV    | 2010 | Sun Life Stadium, Miami Gardens                  | Кэрри Андервуд. ASL: Kinesha Battles |
| XLV     | 2011 | Cowboys Stadium, Арлингтон, Техас                | Кристина Агилера. ASL: Candice Villesca |
| XLVI    | 2012 | Lucas Oil Stadium, Индианаполис                  | Келли Кларксон. ASL: Rachel Mazique |
| XLVII   | 2013 | Mercedes-Benz Superdome, Новый Орлеан            | Алиша Киз. ASL: John Maucere |
| XLVIII  | 2014 | MetLife Stadium, East Rutherford, New Jersey     | Рене Флеминг. ASL: Amber Zion |
| XLIX    | 2015 | University of Phoenix Stadium, Глендейл, Аризона | Идина Мензел. ASL: Treshelle Edmond |
| 50      | 2016 | Levi's Stadium, Santa Clara, Калифорния          | Леди Гага. ASL: Marlee Matlin (3) |
| LI      | 2017 | NRG Stadium, Хьюстон, Техас                      | Люк Брайан. ASL: Kriston Lee Pumphrey |
| LII     | 2018 | U.S. Bank Stadium, Миннеаполис, Миннесота        | Пинк. ASL: Alexandria Wailes |
| LIII    | 2019 | Mercedes-Benz Stadium, Атланта, Джорджия         | Глэдис Найт. ASL: Aarron Loggins |
| LIV     | 2020 | Hard Rock Stadium, Miami Gardens                 | Деми Ловато. ASL: Christine Sun Kim |
| LV      | 2021 | Raymond James Stadium, Тампа                     | Эрик Чёрч и Джазмин Салливан. ASL: Warren Snipe                                                                                                   |
| LVI     | 2022 | SoFi Stadium, Inglewood, Калифорния              | Микки Гайтон. ASL: Sandra Mae Frank |
| LVII    | 2023 | State Farm Stadium, Глендейл, Аризона            | Крис Стэплтон. ASL: Трой Коцур |

## Лучшие выступления
Выступление Уитни Хьюстон на Супербоул XXV в 1991 году, во время войны в Персидском заливе, на протяжении многих лет считалось одним из лучших исполнений в истории. Уитни, находясь на пике своей вокальной мощи, исполнила песню, которое считается золотым стандартом. Через несколько недель запись была выпущена в качестве благотворителного сингла (1991), а позднее включена в альбом Whitney: The Greatest Hits (2000). Сингл вошёл в американский хит-парад Billboard Hot 100, заняв там 20-е место в выпуске 30 марта 1991 года. Тем не менее, это выступление осталось настолько популярным, что после терактов 11 сентября 2001 года интерпретация Хьюстон была переиздана и впервые поднялась в первую десятку — на 6-е место (Hot 100 от 27 октября 2021 года). Сингл показал впечатляющие результаты в чарте продаж Hot 100 Singles Sales, проведя шесть недель на вершине чарта с 20 октября по 24 ноября 2001 года и 94 недели в чарте к маю 2003 года.
В феврале 2023 года после эмоционального исполнения Гимна США Крисом Стэплтоном многие обозреватели поставили его в один ряд с исполнением Уитни Хьюстон, а журнал Billboard составил Топ-11 лучших исполнений на Супербоуле.
- Топ-11 исполнений Гимна США (Billboard)[5]
  - 1 — Whitney Houston (1991)[6]
  - 2 — Chris Stapleton (2023)[7]
  - 3 — Jennifer Hudson (2009)[28]
  - 4 — Beyoncé (2004)[29]
  - 5 — Kelly Clarkson (2012)
  - 6 — Luther Vandross (1997)
  - 7 — Mariah Carey (2002)[30]
  - 8 — Lady Gaga (2016)[31]
  - 9 — Choirs of the Armed Forces (2005)
  - 10 — Faith Hill (2000)
  - 11 — Dixie Chicks (2003)

## Спорные вопросы
С 1993 года НФЛ требует, чтобы исполнители предоставляли запасной трек. Это произошло после того, как Гарт Брукс ушёл со стадиона перед своим выступлением на Супербоул XXVII. Всего за 45 минут до начала матча он отказался выйти на сцену из-за разногласий с NBC. Брукс попросил телеканал показать клип на его новый сингл «We Shall Be Free» во время предыгрового шоу. Телеканал решил не показывать клип из-за содержания, которое некоторые посчитали тревожными образами. Брукс также отказался от предварительной записи гимна, что означало, что лиге нечего будет играть, если он уйдет. Телевизионные продюсеры заметили на трибунах Джона Бон Джови и были готовы использовать его в качестве замены. После переговоров в последнюю минуту NBC согласился показать клип во время трансляции игры, и Брукса уговорили вернуться на стадион и спеть.
После спора о «неисправности гардероба» (Nipplegate или Janetgate, оголения груди Джанет Джексон) во время Супербоула XXXVIII в 2004 году, все запланированные исполнители на Суперкубок XXXIX были выбраны под пристальным вниманием. Организаторы игры решили не использовать вокалистов популярной музыки. Для выступления были приглашены объединённые хоры Военной академии США, Военно-морской академии, Академии ВВС, Академии береговой охраны и Геральд-трубы армии США. Впервые после второй инаугурации президента Ричарда Никсона в 1973 году все четыре академии пели вместе.
Через два дня после Супербула XLIII стало известно, что Дженнифер Хадсон также синхронизировала губы с заранее записанным треком.
В начале Супербоула XLVII Кристина Агилера неправильно спела текст песни. Вместо слов песни «O’er the ramparts we watched, were so gallantly streaming» поп-звезда спела «What so proudly we watched at the twilight’s last gleaming». Согласно New York Times, она также заменила «gleaming» на «reaming».